# Leucania stramen
Leucania stramen är en fjärilsart som beskrevs av George Francis Hampson 1891. Leucania stramen ingår i släktet Leucania och familjen nattflyn. Inga underarter finns listade i Catalogue of Life.